# Liffol-le-Grand
Liffol-le-Grand település Franciaországban, Vosges megyében. Lakosainak száma 2108 fő (2022. január 1.). Liffol-le-Grand Aillianville, Harréville-les-Chanteurs, Liffol-le-Petit, Bazoilles-sur-Meuse, Brechainville, Fréville, Mont-lès-Neufchâteau, Pargny-sous-Mureau és Villouxel községekkel határos.

## Népesség
A település népességének változása:
| Lakosok száma | 2240 | 2163 | 2210 | 2144 | 2134 | 2124 | 2124 | 2118 | 2108 |
|               | 2013 | 2015 | 2016 | 2017 | 2018 | 2019 | 2020 | 2021 | 2022 |